# 盧布林縣

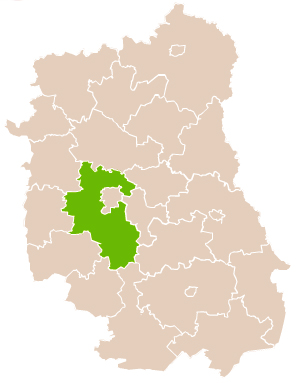

51°14′53″N 22°34′13″E / 51.24806°N 22.57028°E
盧布林縣（波蘭語：Powiat lubelski）是波蘭的縣份，位於該國東部，由盧布林省負責管轄，首府設於盧布林，面積1,679平方公里，2006年人口140,562，人口密度每平方公里84人。